# Jacobson (Familienname)
Jacobson ist ein patronymisch gebildeter, insbesondere englischer, niederländischer und norwegischer Familienname mit der Bedeutung „Sohn des Jacob“, der jedoch auch in anderen Sprachräumen vorkommt.

## Varianten
- Jacobsohn
- Jacobsson
- Jacobsen
- Jacob
- Jacobs
- Jacobi
- Jacoby
- Jakob
- Jakobson

## Namensträger

### A
- Abbi Jacobson (* 1984), US-amerikanische Schauspielerin
- Allan Jacobson (Biologe) (* 1945), Biologe
- Allan S. Jacobson (1932–1997), US-amerikanischer Astrophysiker
- Anders Jacobson (* 1984), schwedischer Handballspieler
- Anna Jacobson (1888–1972), US-amerikanische Germanistin deutscher Herkunft
- Arthur Jacobson (1901–1993), US-amerikanischer Regieassistent

### B
- Ben Jacobson (* 1983), US-amerikanischer Basketballspieler
- Bill Jacobson (* 1955), US-amerikanischer Photograph
- Bud Jacobson (Musiker) (1903–1960), US-amerikanischer Jazzmusiker
- Bud Jacobson (1932–1997), US-amerikanischer Astrophysiker; siehe Allan S. Jacobson

### C
- Carsten Jacobson (* 1955), General des Heeres der Bundeswehr
- Clayton Jacobson (* 1963), australischer Regisseur, Filmeditor, Schauspieler, Produzent und Drehbuchautor

### D
- Dan Jacobson (* 1929), südafrikanischer Schriftsteller
- Daniel Jacobson (1861–1939), dänischer Psychiater

### E
- Edith Jacobson (Edith Jacobssohn; 1897–1978), deutsche Psychoanalytikerin
- Edmund Jacobson (1888–1983), US-amerikanischer Arzt, Begründer der progressiven Muskelentspannung und des Biofeedback
- Eduard Jacobson (1833–1897), deutscher Schriftsteller
- Edward Jacobson (1891–1955), US-amerikanischer Unternehmer
- Emil Jacobson (1833–1874), deutscher Verwaltungsjurist und Parlamentarier
- Eric Jacobson (Puppenspieler) (* 1971), US-amerikanischer Puppenspieler
- Eric Jacobson (Trompeter) (* um 1975), US-amerikanischer Jazz-Trompeter
- Eric Jacobson (Cellist) (* 1982), US-amerikanischer Cellist und Dirigent

### F
- Ferdinand Jacobson (1822–1905), deutscher Kaufmann, Bankier und Abgeordneter
- Fred Jacobson (1922–2013), deutscher Maler und Grafiker
- Fredrik Jacobson (* 1974), schwedischer Golfer

### G
- Gary C. Jacobson (* 1944), US-amerikanischer Politikwissenschaftler und Hochschullehrer
- Georgi Georgijewitsch Jacobson (1871–1926), russischer Insektenkundler
- Gun Jacobson (1930–1996), schwedische Schriftstellerin

### H
- Hans Jacobson (1947–1984), schwedischer moderner Fünfkämpfer und Degenfechter, Olympiasieger
- Harold K. Jacobson (1929–2001), US-amerikanischer Politikwissenschaftler
- Harry Jacobson (1912-), südafrikanischer Jazzpianist und Sänger
- Heinrich Jacobson (Mediziner) (1826–1890), deutscher Arzt
- Heinrich Friedrich Jacobson (1804–1868), deutscher Kirchenrechtler
- Herrmann Jacobson (1801–1890), deutscher Kaufmann und Bankier
- Homer Jacobson (* 1922), Professor für Chemie am Brooklyn College, New York
- Howard Jacobson (* 1942), britischer Schriftsteller

### I
- Ingeborg Jacobson (1915–1942), deutsche Kauffrau jüdischer Herkunft, Opfer der Shoa
- Israel Jacobson (1768–1828), deutscher Reformer des Judentums
- Ivar Jacobson (* 1939), schwedischer Informatiker

### J
- Jacob Jacobson (Maler) (1818–1891), deutscher Porträt- und Landschaftsmaler
- Jacob Jacobson (1888–1968), deutscher Historiker und Archivar sowie Überlebender des Holocaust
- Jackie R. Jacobson (* 2002), US-amerikanische Schauspielerin
- Jeffy Jacobson (* 1986), deutsch-niederländischer Schauspieler
- Jill Jacobson († 2024), US-amerikanische Schauspielerin
- Jorge Jacobson (1936–2014), uruguayischer Journalist
- Joseph M. Jacobson (* 1965), amerikanischer Physiker
- Julius Jacobson (1828–1889), deutscher Ophthalmologe

### L
- Leo Jacobson (1862–1954), deutscher Vizeadmiral und Kommandant von Helgoland im Ersten Weltkrieg
- Leon Orris Jacobson (1911–1992), US-amerikanischer Mediziner, Biologe und Biochemiker
- Leopold Jacobson (1873–1943), österreichischer Bühnenschriftsteller und Operettenlibrettist
- Louisa Jacobson (* 1991), US-amerikanische Schauspielerin und Model
- Ludwig Levin Jacobson (1783–1843), dänischer Anatom (Jacobson-Organ)

### M
- Mark Jacobson (Autor) (* 1948), US-amerikanischer Autor und Schriftsteller
- Mark Z. Jacobson (* 1965), US-amerikanischer Hochschullehrer für Bau- und Umweltingenieurwesen
- Martin Jacobson (* 1987), schwedischer Pokerspieler
- Max Jacobson (1900–1979), US-amerikanischer Arzt
- McKenzie Jacobson (* 1995), US-amerikanische Volleyballspielerin
- Michael F. Jacobson (* 1943), US-amerikanischer Ernährungswissenschaftler
- Mirjam Jacobson (1887–1945), niederländische Malerin und Zeichnerin

### N
- Nathan Jacobson (1910–1999), US-amerikanischer Mathematiker (Jacobson-Radikal)
- Nick Jacobson (* 1980), US-amerikanischer Basketballspieler
- Nina Jacobson (* 1965), US-amerikanische Filmproduzentin

### P
- Paul Jacobson (1859–1923), deutscher Chemiker
- Peter Jacobson (* 1965), US-amerikanischer Schauspieler

### S
- Sada Jacobson (* 1983), US-amerikanische Fechterin
- Sandy Jacobson (* 1966), kanadische Marathonläuferin
- Sid Jacobson (1929–2022), US-amerikanischer Comiczeichner, Chefredakteur
- Sydney Jacobson, Baron Jacobson (1908–1988), britischer Journalist und Zeitungsverleger

### T
- Theodore Jacobson (* 1954), US-amerikanischer Physiker

### U
- Uwe Müller-Jacobson (* 1956), deutscher Restaurator, Maler, Bildhauer und Objektkünstler

### V
- Van Jacobson (* 1950), US-amerikanischer Physiker und Internetpionier
- Victor Jacobson (1869–1934), russischer zionistischer Politiker, Diplomat und Publizist

### W
- Werner Jacobson (1906–2000), deutsch-britischer Mediziner